# Tupiocoris agilis
Tupiocoris agilis är en insektsart som först beskrevs av Philip Reese Uhler 1877.  Tupiocoris agilis ingår i släktet Tupiocoris och familjen ängsskinnbaggar. Inga underarter finns listade i Catalogue of Life.